# Місячне затемнення 8 листопада 2022 року
Повне місячне затемнення відбудеться у вівторок 8 листопада 2022 року. Південний край Місяця буде проходити через центр тіні Землі. Оскільки проходження Місяця відбудеться лише за 5,8 дня до апогею (Апогей 14 листопада 2022 року), видимий діаметр Місяця буде меншим. Наступне повне місячне затемнення відбудеться не раніше 14 березня 2025 року, також поблизу апогею.

## Опис
Півтіньова величина = 2,41615 (241,615 %)
Величина затемнення = 1,36069 (136,069 %)
Гамма = 0,25703 (25,775 %)
Епсилон = 0°14'25.44"
Найбільше затемнення = 8 листопада 2022 року об 11:00:22.0 TD (8 листопада 2022 р. о 10:59:11.3 UTC)
Протистояння екліптики = 8 листопада 2022 р. об 11:03:18,1 TD (8 листопада 2022 р. об 11:02:07,5 UTC)
Екваторіальна опозиція = 8 листопада 2022 р. об 11:12:29,7 TD (8 листопада 2022 р. об 11:11:19,0 UTC)
Пряме сходження Сонця = 14,903 год
Положення Сонця = -16,63°
Діаметр Сонця = 1937,0 кутових секунд
Екваторіальний горизонтальний паралакс Сонця = 17,8 кутових секунд
Пряме сходження Місяця = 2,897 год
Місячне відхилення = +16,85°
Діаметр Місяця = 1835,4 кутових секунд
Екваторіальний горизонтальний паралакс Місяця = 6735,6 арсекунди
Довгота Місяця = 4,9° сх
Широта Місяця = 0,3° пд
Кутове положення Місяця = 344,8° (NNW)
вузол орбіти = висхідний вузол

## Видимість
Місячне затемнення 8 листопада 2022 року можна повністю спостерігати над Тихим океаном і більшою частиною Північної Америки. Його також буде видно на зростаючому Місяці над територією Австралії, країн Азії та на крайньому північному сході Європи, а на заході — над Південною Америкою та східною частиною Північної Америки.
|                 |
| Карта видимості |

## Пов'язані затемнення

### Затемнення 2022 року
- Часткове сонячне затемнення 30 квітня
- Повне місячне затемнення 16 травня
- Часткове сонячне затемнення 25 жовтня

### Серія Saros
Це затемнення є частиною циклу Сароса 136 і є першим із серії, яке проходить через центр тіні Землі. Останній випадок стався 28 жовтня 2004 року. Наступне подібне затемнення станеться 18 листопада 2040 року .

### Напівсароський цикл
Місячне затемнення передуватиме сонячним затемненням через 9 років і 5,5 днів (половина сароса). Це місячне затемнення пов'язане з двома гібридними сонячними затемненнями Solar Saros 143 .
| 3 листопада 2013 року | 14 листопада 2031 року |
| --------------------- | ---------------------- |
|                       |                        |

### Метонів цикл
Це затемнення є третім із п'яти місячних затемнень Метонового циклу, що відбулися в ту саму дату, 8–9 листопада:
Метонів цикл повторюється майже кожні 19 років і являє собою Саросів цикл плюс один місячний рік. Оскільки це відбувається в ту саму календарну дату, земна тінь буде майже в тому самому місці відносно фонових зірок.
| 1. 1984, 15 травня — напівтіньове (111) 2. 2003, 16 травня — повне (121) 3. 2022, 16 травня — повне (131) 4. 2041 May 16.03 — напівтіньове (141) | 1. 1984, 8 листопада — напівтіньове (116) 2. 2003, 9 листопада — повне (126) 3. 2022, 8 листопада — повне (136) 4. 2041, 8 листопада — часткове (146) 5. 2060, 8 листопада — напівтіньове (156) |
| | |